# Castell de Tratzberg
El Castell de Tratzberg és un castell del Tirol, que es troba al municipi de Stans, en una cresta rocosa a uns 100 m sobre el fons de la vall al costat nord de l'Inn Vallpart superior,ey (Tyrol), entre Jenbach i Schwaz. És propietat d'Ulrich Goëss-Enzenberg i de la seva esposa Katrin Goëss-Enzenberg.
Va ser construït en la seva forma actual essencialment pels germans Veit-Jakob i Simon Tänzl al voltant del 1500 i representa un excel·lent exemple d'un complex palau renaixentista als Alps.
L'any 1589 va passar a ser propietat de la família mercantil d'Augsburg, els Fugger

## Història
El 1296, ja s'esmentava als documents un castell anomenat Trazperch. Va ser destruït pel foc el 1490/91. L'emperador Maximilià I va cedir les ruïnes el 1499 a canvi del castell de Berneck de Kaunertal als germans Veit-Jakob i Simon Tänzl amb la condició de reconstruir-lo. Va ser reconstruït en un període d'obres de 8 anys a partir de 1500, amb un complex de quatre ales de tres plantes amb pati i torre d'escales, portals i arcades, columnes, finestres enteixinades i xemeneies de marbre. L'ala nord no es va acabar de reconstruir.
El 1553, els hereus dels germans Tänzl van vendre el castell, que des d'aleshores ha sofert nombrosos canvis de propietat al llarg de la seva història. El tancament dels terrenys buits al nord, així com la pintura de façana del pati, es remunten al cavaller Georg von Ilsung d'Augsburg i la seva família, a la segona meitat del segle xvi. A partir d'aquest moment, els seus fills es van anomenar afegint al seu nom "Schloss Tratzberg".
Per herència, el castell va arribar l'any 1589 a la família mercantil d'Augsburg, els Fugger, que es va beneficiar principalment de la mineria de coure i plata de la propera Schwaz. La filla de Georg Il, Anna, tenia Jakob III. Fugger es va casar Els noms Fuggerstube i Fuggerkammer encara recorden la famosa família patricia.
Les famílies Stauber-Imhof, von der Halden i Josef Ignaz Reichsfreherren von Tannenberg van seguir sent propietaris els segles xvii i xviii. No obstant això, el castell no estava habitat des de mitjans del segle xviii. El 1809, els soldats bàvars van saquejar l'armeria durant les guerres napoleòniques i van demolir part dels mobles.
Quan la família Enzenberg, en possessió de la qual segueix el castell avui dis, el va adquirit per herència el 1847, fou necessari un extens treball de restauració per tornar-lo a fer habitable. Ulrich Goëss-Enzenberg i la seva dona Katrin Goëss-Enzenberg han viscut aquí des de 1991; les últimes obres de restauració es varen dur a terme de 1991 a 1994 i el desenvolupament turístic es remunte a aquesta generació dels Enzenberg.

## Equipaments

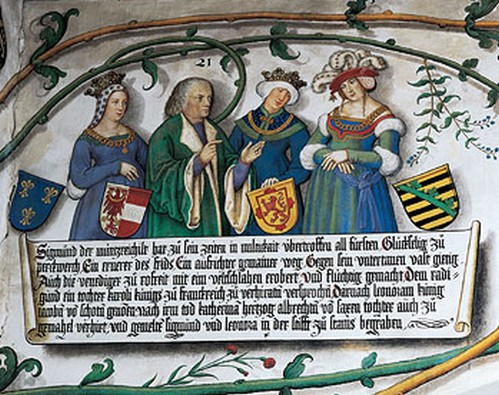
Segimon del Tirol

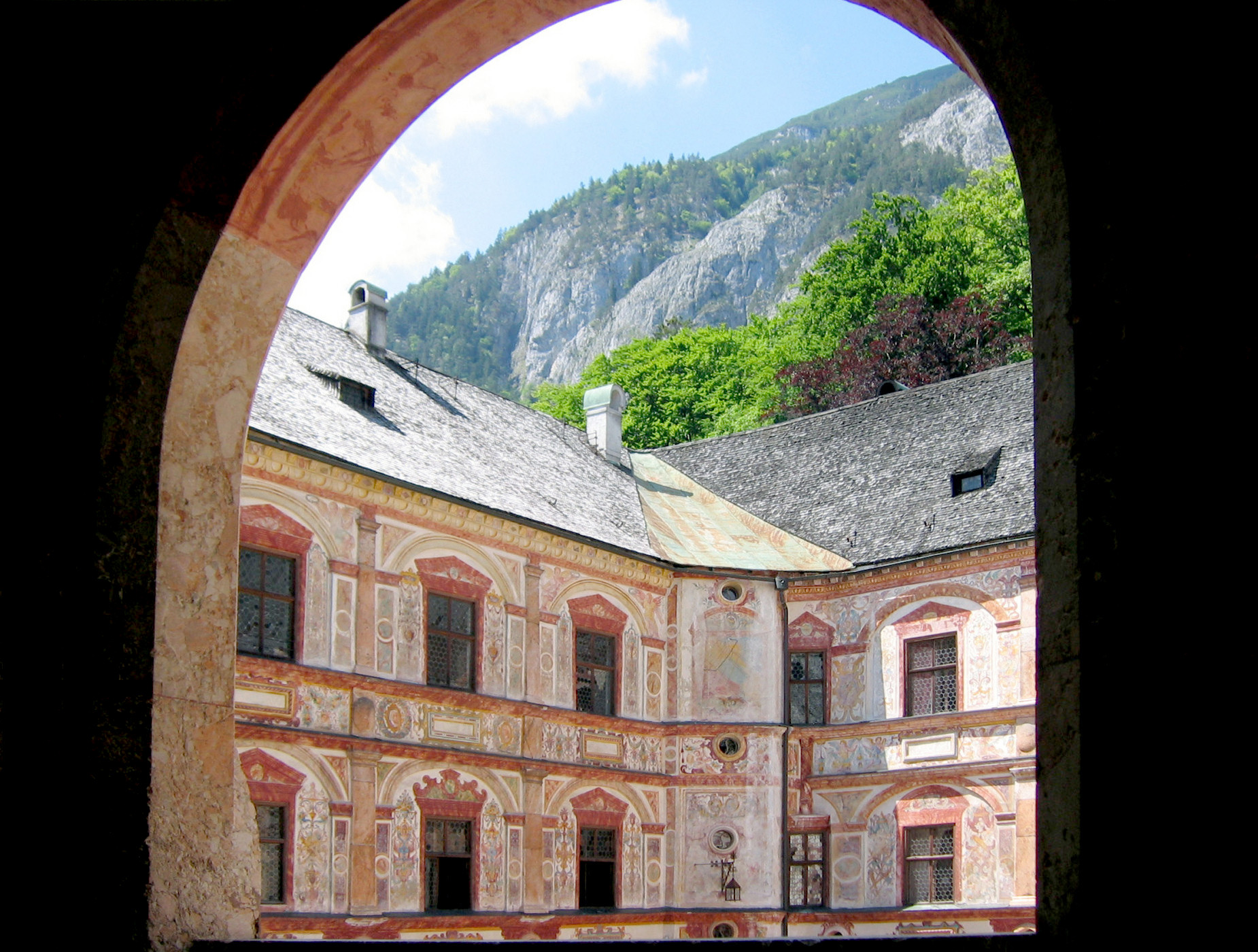
Innenhof

A les sales, obertes al públic, hi ha valuosos mobles originals de l'època dels germans Tänzl en la transició del gòtic al renaixement, així com mobles del període Fugger.
El millor tresor és la sala anomenada Habsburgersaal, que sobre les seves quatre parets els germans Tänzl hi van pintar un arbre genealògic de família dels seus parents, la Haus Habsburg. Per descomptat, hi ha el rei alemany, posterior emperador Maximilià I amb les seves dues esposes Maria von Burgund i Bianca Maria Sforza, el rei Rudolf I, el duc Rudolf IV i els dos prínceps tirolesos Duke Friedrich IV amb la bossa buida i l'arxiduc Sigmund, amb la bossa plena de monedes.
Destaquen entre els mobles i accessoris de l' època a les Fuggerstube i Fuggerkammer
- un armari gòtic tardà del Tirol (ca 1460), un espècimen excepcional a la regió alpina, amb talla en relleu de fulles de vinya; prové del Deutschordensburg Reifenstein,
- la part superior d'un rústic lavabo gòtic, una taula gòtica amb una cadira de tisora i un llit gòtic,
- dues taules obliqües incrustades de 1520 sobre unes potes sinuoses en columna,
- un gran cofre amb portes amb relleu; damunt d'aquest cofre, un candeler gòtic tardà amb forma de sirena
- una pintura de Hans Schäufelein (1509), "Torneig a l'Innsbruck Hofburg"
- a l'anomenada "habitació de la reina" (per Anna de Bohèmia), hi ha un vitrall de vidre verd amb relleus i un grup de la crucifixió; una altra conjunt de rajoles amb representacions dels 5 sentits del taller de Nuremberg de Georg Fest (dels voltants de 1620).

Més accessibles són les següents sales:
- Un "Frauenstüberl" amb mobiliari típic d'utilitat de la mestressa de casa del segle xvii (llitera renaixentista, bressol, cadira alta, tocador de senyores, roda giratòria, ..); en un edifici de façana renaixentista de dues plantes hi ha tres globus del segle xviii.
- La sala de caça del segle xix d'Enzenberg es va utilitzar com a menjador amb escultures d'animals tallats de cérvol, guineu i os; Al centre d'aquesta sala hi ha l'estàtua del Comte Franz Enzenberg III (grup escultòric)., que una vegada va caçar juntament amb l'arxiduc Franz Joseph l'any de la revolució de 1848
- La capella amb volta gòtica tardana va ser construïda pels germans Tänzl; Algunes escultures i taules daten d'aquest període, l'altar major, del 1750 però, mostra la decapitació de Caterina d'Alexandria, patrona del castell de Tratzberg.
- L'armeria amb armadures i armes dels segles XV i XVI no presenta gairebé cap material original, ja que va ser saquejada diverses vegades. Les col·leccions actuals són en gran part una col·lecció del comte Franz Enzenberg III.

## Turisme/Accés
Part del castell - pati i les instal·lacions del primer pis - es poden visitar des de finals de març fins a principis de novembre com a part de visites guiades. La infraestructura turística inclou un servei de trasllat des del pàrquing al riu, souvenirs, gastronomia i programes especials d'aventura infantil.En l'ascens a peu es triga uns quinze minuts.

## Medi ambient
La cresta rocosa boscosa es troba als vessants del Karwendel. Les rutes de senderisme condueixen en dues hores a l' Abadia de St. Georgenberg-Fiecht i al Wolfsklamm. Una part de la zona circumdant pertany a l' Alpenpark Karwendel protegit.

## Galeria

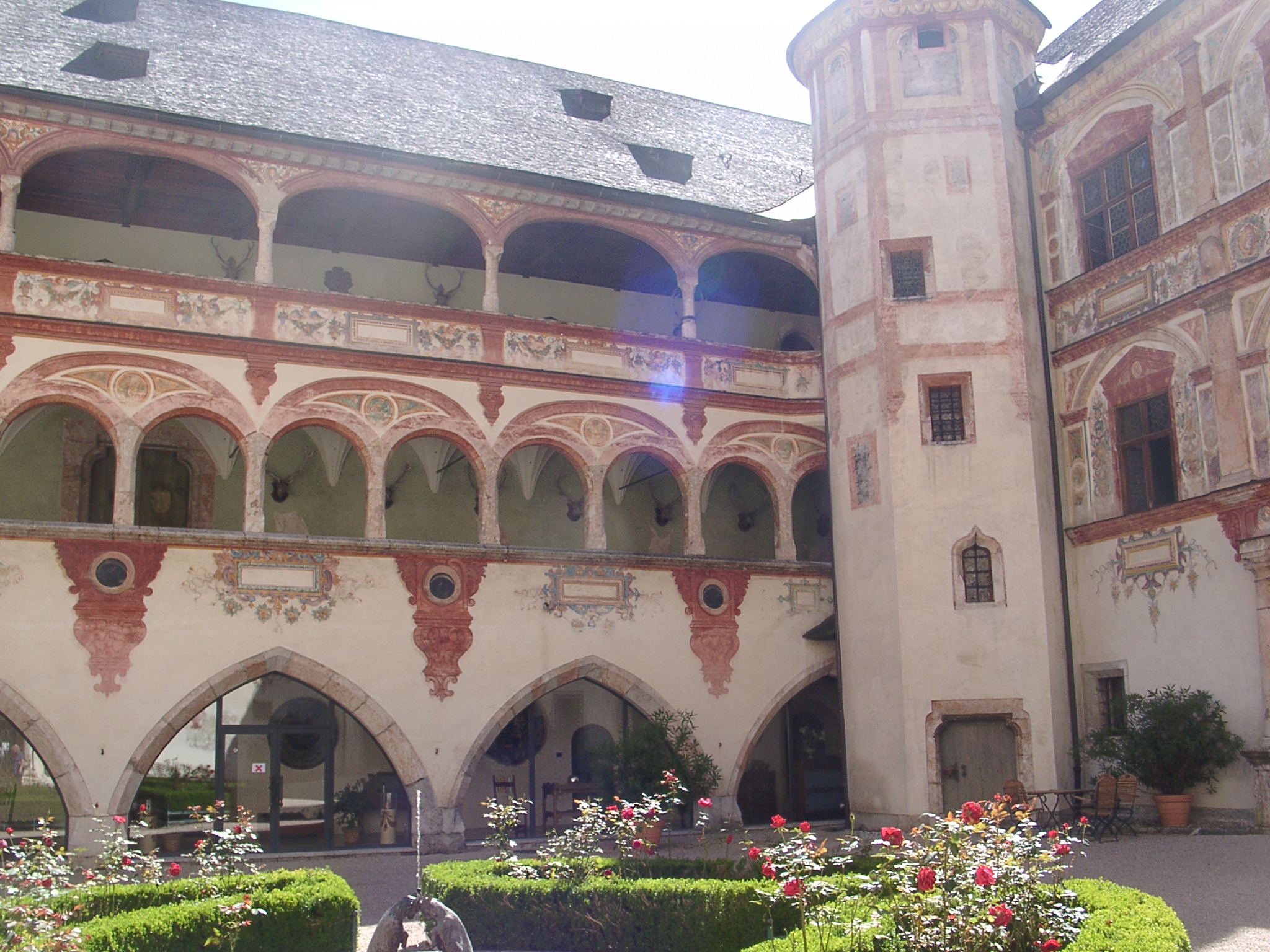
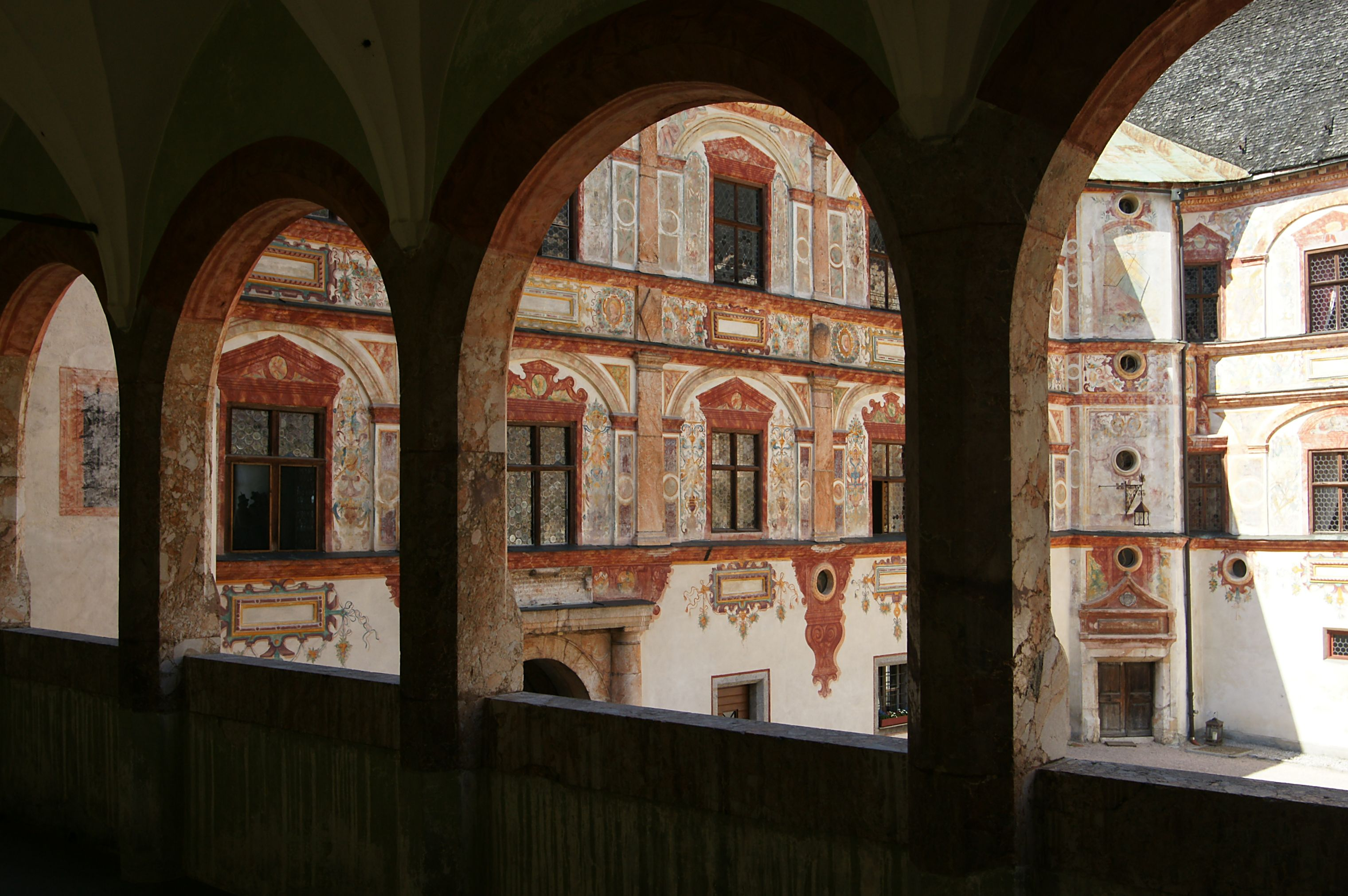
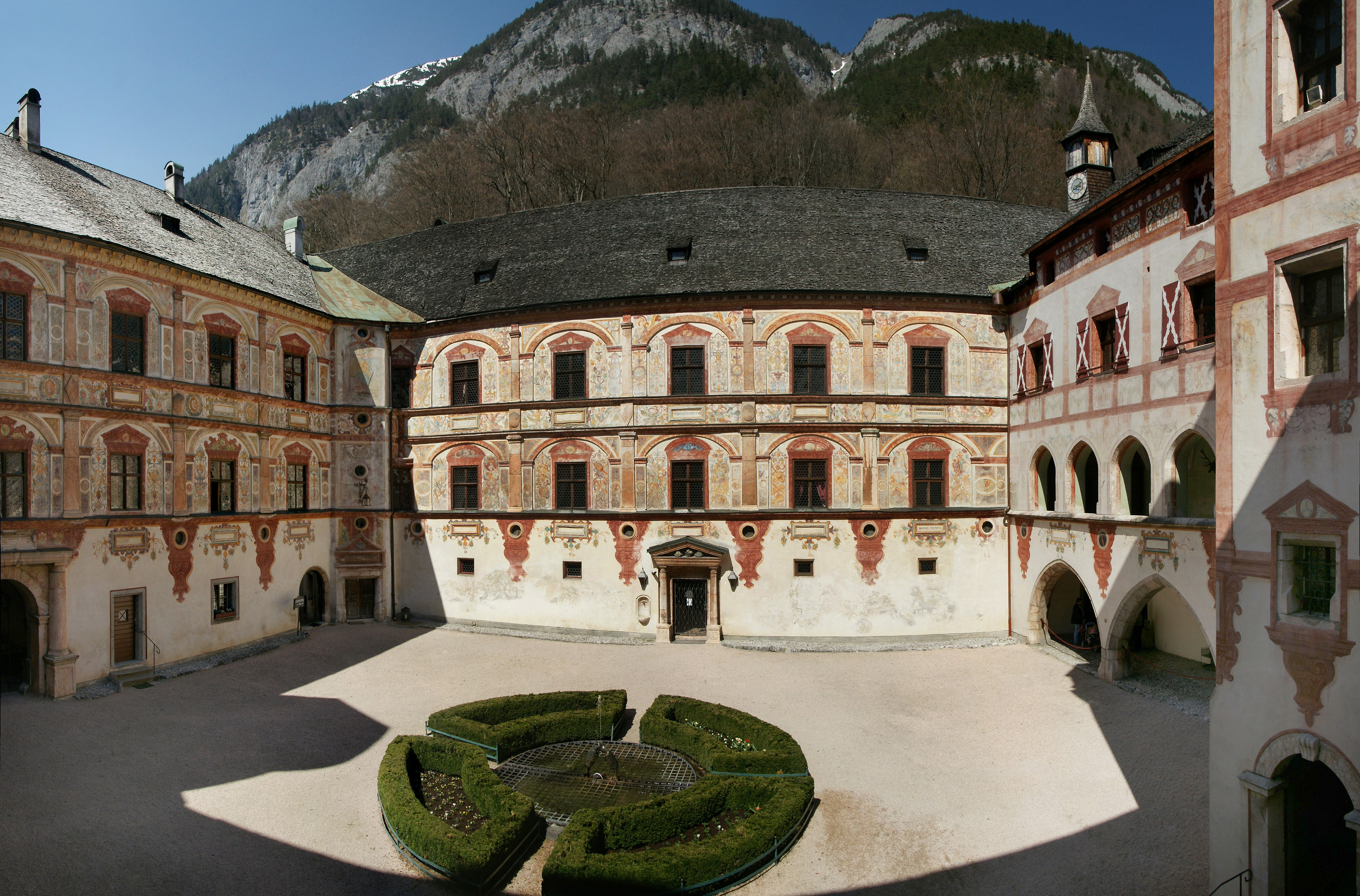
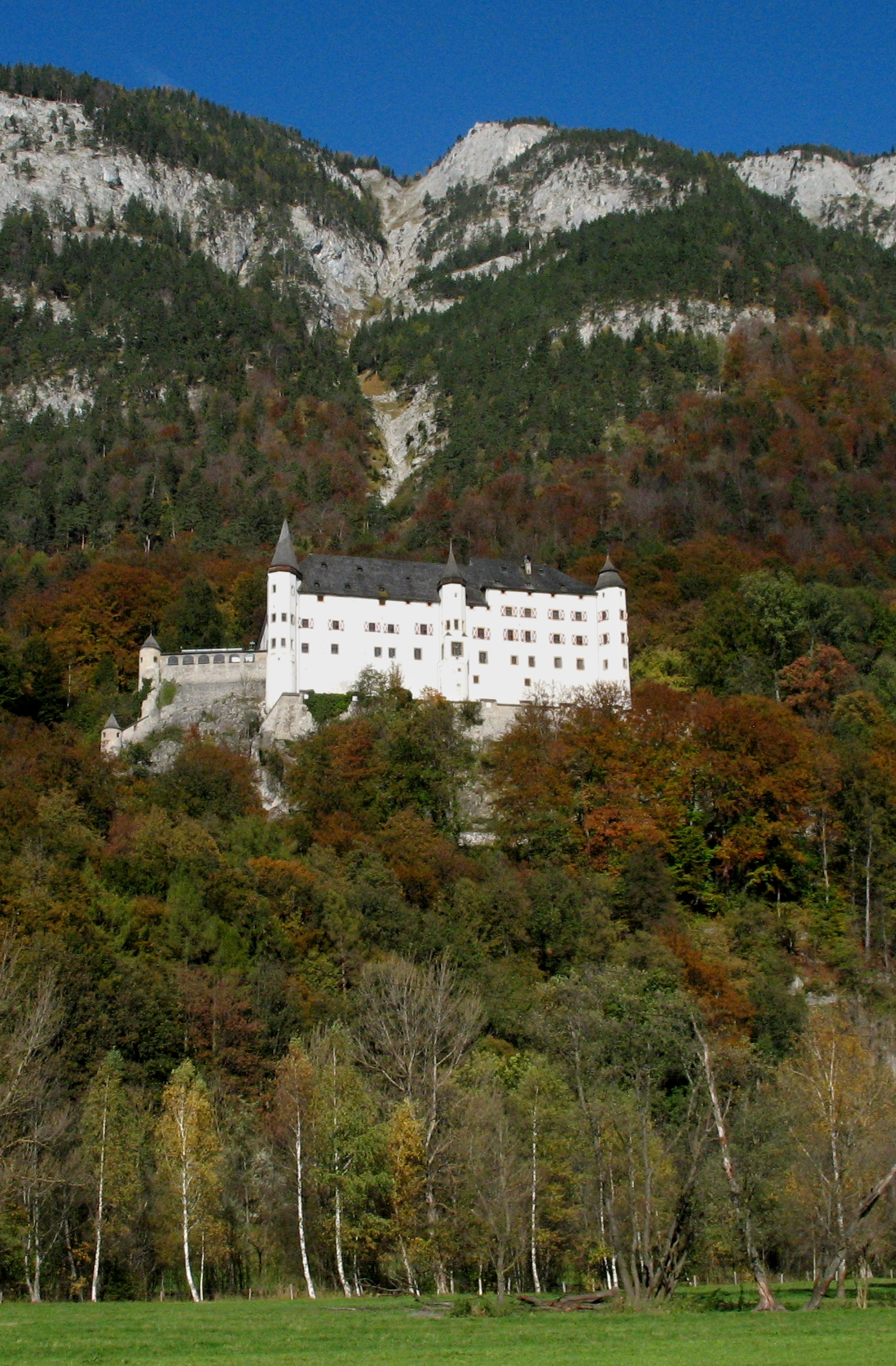
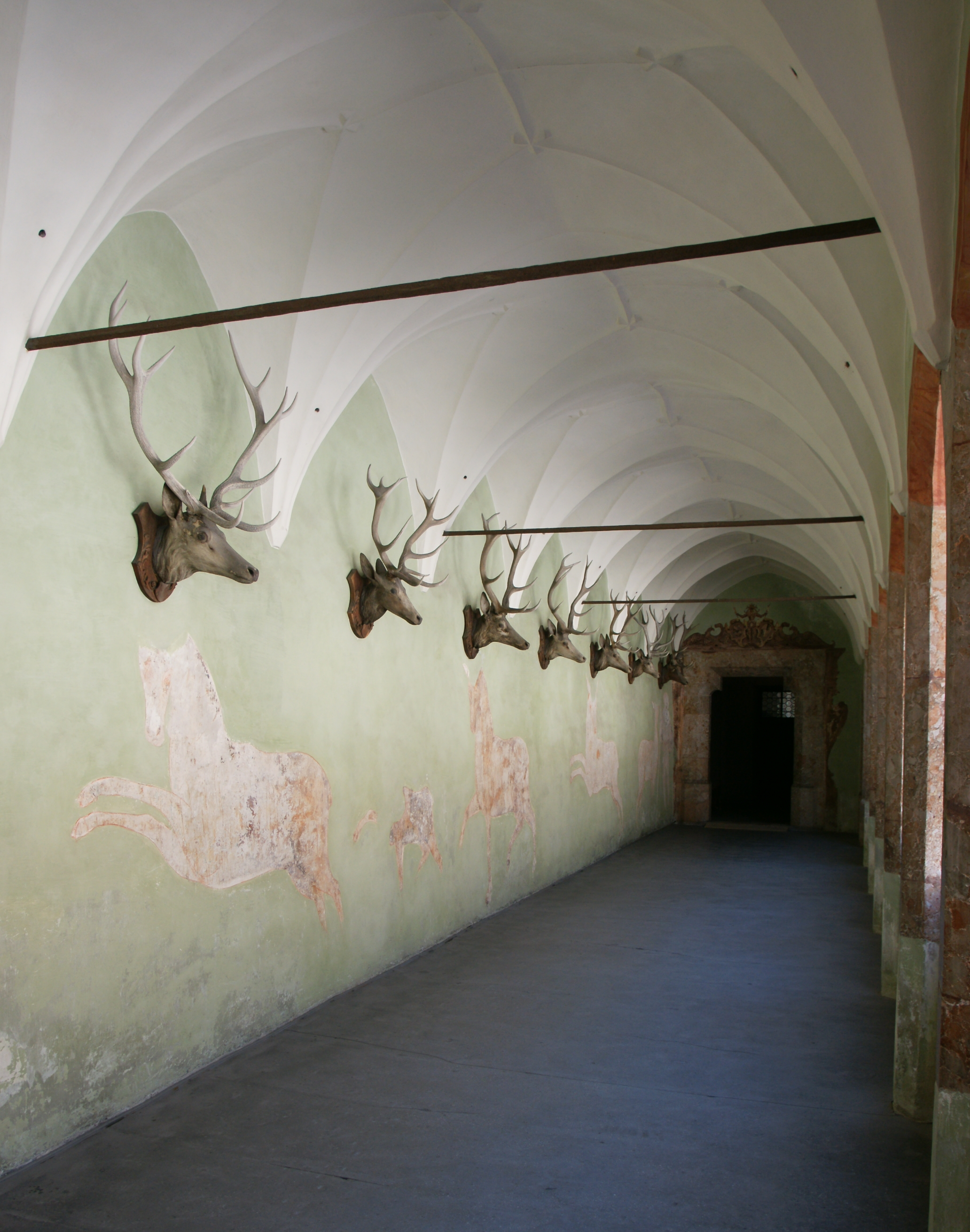
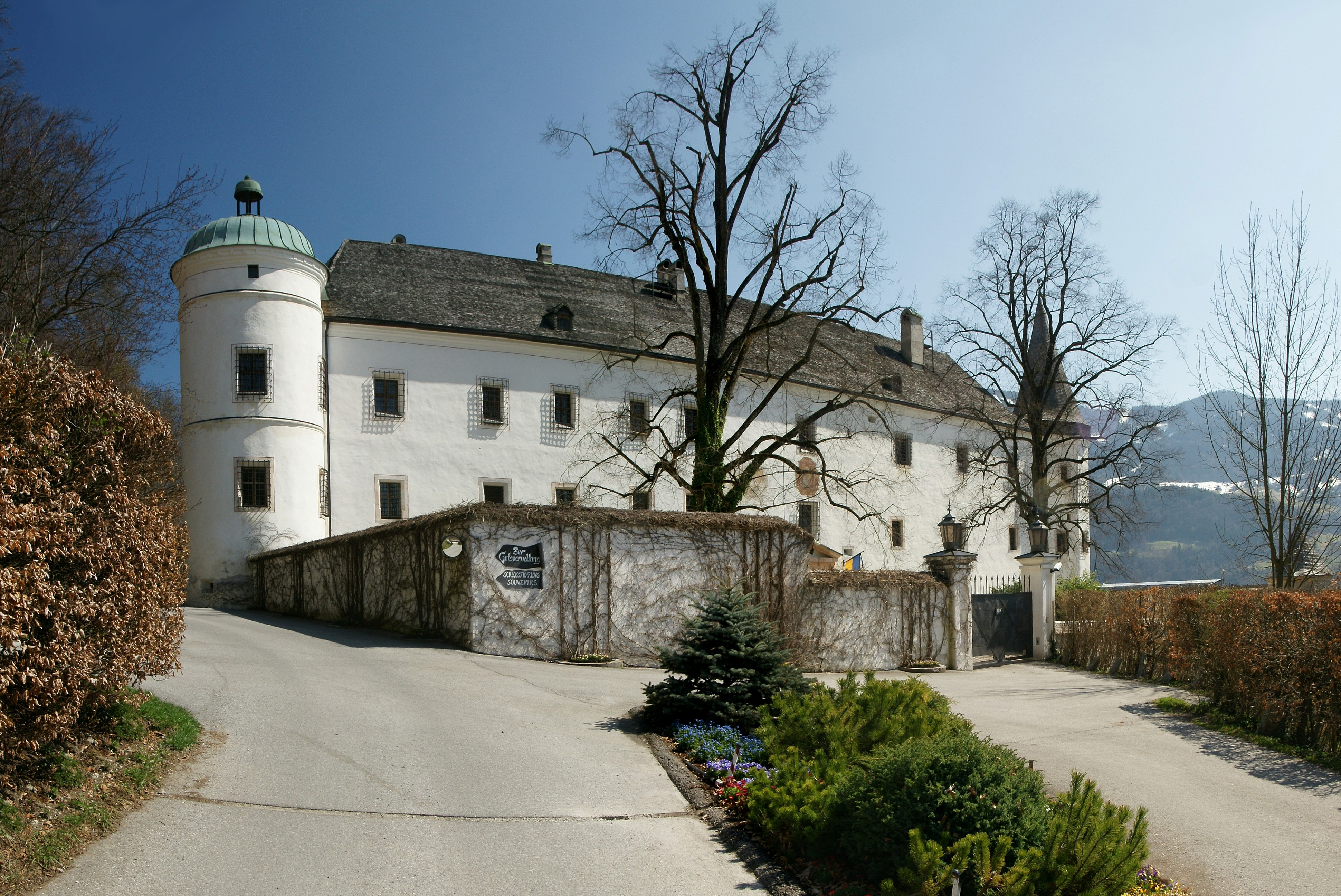